# Château de Luzech
Le château de Luzech est un château situé à Luzech, dans le département du Lot, en France.

## Historique
L’évêque de Cahors Guillaume de Cardaillac (1209-1234) a imposé son pouvoir sur la basse vallée du Lot à la suite de la croisade des Albigeois en confisquant les biens des seigneurs hérétiques qui avaient soutenus le comte de Toulouse,. L'évêque s'est installé dans les places fortes de Bélaye, Albas, Puy-L’Évêque et Luzech.
En 1212, Simon IV de Montfort a brûlé la ville.
En 1227, l'évêque de Cahors a acquis ce qu'il restait du château de Luzech et en est devenu le seigneur éminent. Le château est construit vers 1230. Il autorise le baron de Luzech de construire un second château plus petit sur le rocher de la Trincade dont il ne subsiste plus que quelques vestiges. En 1257, Alphonse de Poitiers cède à l'évêque de Cahors tous les droits qu'il avait sur les terres possédées par Hugues-Arnaud de Crayssac et Guillaume-Amalvin, baron de Luzech, les délie du serment qu'ils lui devaient et leur fait prêter hommage à l'évêque de Cahors. Les barons de Luzech qui étaient les vassaux du comte de Toulouse sont devenus les co-seigneurs de Luzech avec l'évêque de Cahors.
L'évêque Barthélémy de Roux (1250-1273) a accordé des coutumes aux habitants de Luzech en 1270.
En 1504, Bertrand de Luzech est baron du lieu. Son frère, Antoine de Luzech, évêque de Cahors, lui cède en 1505 tous les droits que possède son église dans la seigneurie de Cahors, mais en réservant les hommages des vassaux de la châtellenie.
Jean II de Luzech est mort sans enfants pendant qu'il servait dans l'armée combattant les protestants commandés par le vicomte de Turenne, en 1587. Il a laissé tous ses biens à sa veuve, Jacquette de Ricard de Gourdon de Genouillac qui s'est remariée le 23 février 1604 avec Jean IV Chapt, comte de Rastignac. Celui-ci est mort à Luzech le 26 octobre 1621.
Pierre-Jean-Julie Chapt, marquis de Rastignac, est né en 1769. Il a émigré et combattu auprès de l'armée des princes. Il est rentré en France après le licenciement de cette armée. Il est mort en 1833. Sa fille et héritière de la baronnie de Luzech est Sabine Zénaïde Chapt de Rastignac qui s'est mariée le 10 juin 1817 avec François XIV Marie Auguste Armand Émilien, duc de La Rochefoucauld-Liancourt (17 décembre 1794 - 11 décembre 1874).
En 1841, le duc de La Rochefoucauld-Liancourt, héritier de Pierre-Jean-Julie Chapt, marquis de Rastignac, a vendu le château à la commune.
L'édifice est classé au titre des monuments historiques le 18 février 1905 et est inscrit le 11 juillet 2022.

## Description
Le donjon, bâti en belles pierres de taille de calcaire blond, est presque carré (8,65 m x 8,20 m) et mesure 24 m de haut. Ses murs sont percés d'archères sur ses faces ouest et sud et par une porte en arc brisé sur la face nord. Une porte moderne a été ouverte sur la même face au rez-de-chaussée. Son intérieur comportait quatre étages reliés par un escalier à vis situé dans l'angle nord-est. Des contreforts plats (largeur : 1,90 m, épaisseur : 20 cm) "emboîtent" ses angles.  
A l'est, un mur presque aussi haut que le donjon est accolé à son mur sud. Il comporte un retour d'équerre vers le nord. La base du mur est percée d'une porte (1 m de largeur) et d'une archère au fond d'une niche.